# Притајено зло: Живот после смрти
Притајено зло: Живот после смрти (енгл. Resident Evil: Afterlife) акциони је хорор филм из 2010. године, у режији Пола В. С. Андерсона који је такође написао сценарио. Бележи повратак Андерсона као редитеља филмске серије Притајено зло, после филма Притајено зло. Наставак филма Притајено зло: Истребљење, трећи је део филмске серије Притајено зло, по истоименој серији Resident Evilвидео-игара, као и први снимљен у 3D формату. Главне улоге глуме: Мила Јововић, Али Лартер, Ким Коутс, Шон Робертс, Серхио Перис Менчета, Спенсер Лок, Борис Коџо, Кејси Барнфилд и Вентворт Милер.
Прати Алис како тражи и спашава преостале преживеле у Лос Анђелесу након избијања Т-вируса, док се затим удружује против Алберта Вескера, шефа корпорације Umbrella. Крис Редфилд, главни лик из видео-игара, први пут је приказан у филмској франшизи. Остали ликови из игара и филмова који су се вратили су: Клер Редфилд, Крисова сестра која је изгубила памћење; Алберт Вескер, главни антагониста филма; и Џил Валентајн, која се појавила у камео улози.
У мају 2005. продуценти су споменули могућност наставка филма Истребљење, под називом Живот после смрти. Претходни филм је приказан 2007. године и остварио је комерцијални успех, што је навело да почне развој наставка у јуну 2008, док је Андерсон написао сценарио тог децембра. У филм су уграђени елементи из видео-игре Resident Evil 5 (2009), укључујући уређаје за контролу ума и Крисов сукоб са Вескером. Снимање је одржано у Торонту између септембра и децембра 2009. употребом система 3D Fusion Camera System.
Премијерно је ориказан 2. септембра 2010. у Токију. Добио је негативне критике. Зарадио је 60 милиона долара у САД и Канади уз буџет од процењених 60 милиона долара, док је такође зарадио додатних 240 милиона долара на осталим тржиштима, надмашивши укупни приход претходног филма у иностранству у другој седмици приказивања. Са укупном зарадом од 300 милиона долара широм света, Притајено зло: Живот после смрти је постао други филм серије са највећом зарадом. Прати га филм Притајено зло: Освета (2012).

## Радња
Годину дана након догађаја из претходног филма, Алис и њени клонови предводе напад на штаб корпорације Umbrella, који се налази у Токију, убијајући све осим Алберта Вескера, који бежи авионом и детонира бомба која оставља огромну вртачу. Права Алис се такође укрцала на авион и покушава да убије Вескера, али јој он убризгава антивирус који уклања њене надљудске способности. Открива се да је Вескер користио Т-вирус да би стекао сопствене надљудске способности и да се спрема да убије Алис пре него што аутопилот сруши авион у планине, а само Алис преживи.
Шест месеци касније, Алис авионом путује на Аљаску, пратећи радио-сигнале из сигурног уточишта званог Аркација; међутим, проналази само напуштене авионе, док је затим напада подивљала Клер Редфилд. Алис уништава направу налик пауку на Клериним грудима, што јој изазива амнезију. Оне путују до рушевина Лос Анђелеса, где проналазе преживеле који бораве у затвору који је окружен хиљадама немртвих. Упознају Лутера Веста, Вендела, Кристал Вотерс, Бенета, Кима Јонга и Анхела Ортиза. Уз њихову помоћ, Алис успе да слети на затворски кров и сазнаје да Аркадија није фиксно место, већ танкер који путује дуж обале. Међутим, иако се брод није померио, нико са њега није реаговао на спасилачке ракете. Лутер води Алис до још једног затвореника, Криса, који инсистира да је беспотребно затворен и да ће јој показати пут за бекство у замену за слободу. Алис одлази под туш, али хвата Вендела како покушава да вири. Држећи га на нишану, напада их група заражених који су ископали пут испод земље.
Очајни, ослобађају Криса, који открива да му је Клер сестра, а затвор има блиндирани аутомобил који могу да искористе за бекство. Међутим, џиновско чудовиште са секиром разбија капију. Алис, Крис и Кристал иду у подрумску оружарницу по још оружја, али зомбији убијају Кристал. Лутер и Клер се боре против зомбија на капији. Анхел обавештава Бенета и Јонга да аутомобилу недостаје мотор и да ће бити потребно седмицу дана да се поправи. Бенет убија Анхела и креће ка Аркадији у Алисином авиону. Див са секиром разбија капију, пуштајући зомбије у затвор. Група одлучује да искористи тунеле који су ископали зомбији како би побегли преко канализације. Дов убија Јонга и удари Алис. Клер успешно брани Алис, успева да победи дива, а  затим га Алиса убија. Нажалост, Лутера је зомби одвукао назад у тунеле.
Алис и Редфилдови се укрцавају у Аркадију, откривајући да је функционална, али напуштена. Клер се тада сећа да је Аркадија замка корпорације Umbrella како би дошла до испитаник. Ослобађају преживеле, а Кеј-Март из Клерине групе је једна од њих. Алис прати траг крви на броду, где проналази Вескера. Алисина ДНК је супериорнија од његове јер је задржала контролу упркос њеној вези са вирусом на ћелијском нивоу. Вескер верује да ће успети да поврати контролу над својим телом када поједе Алис.
Редфилди се боре против Вескера док се Алис бори против Бенета, који сада ради за Вескера. Вескер лако савладава Криса и Клер, док Алис побеђује Бенета и Вескера уз помоћ Кеј-Март. Закључавају Бенета у собу са Вескеровим лешом. Бенета прождире Вескер након што оживи. Вескер затим бежи авионом, активирајући бомбу на Аркадији. Међутим, авион експлодира пошто је Алис претходно поставила бомбу на њега. Без њиховог знања, Вескер се спушта падобраном, док Лутер излази из канализације, претучен, али жив. Алис одлучује да Аркадију претвори у право уточиште и емитује нову поруку за све остале преживеле. Док Алис, Клер и Крис надгледају из Аркадије, прилази јој ескадрила авиона корпорације Umbrella.
Током сцене усред завршне шпице, у једном од авиона, Џил Валентајн, која је нестала након уништења Ракун Ситија, диктира напад носећи исти уређај за контролу ума који је коришћен на Клер.

## Улоге
| Глумац               | Улога          |
| -------------------- | -------------- |
| Мила Јововић         | Алис           |
| Али Лартер           | Клер Редфилд   |
| Вентворт Милер       | Крис Редфилд   |
| Шон Робертс          | Алберт Вескер  |
| Борис Коџо           | Лутер Вест     |
| Ким Коутс            | Бенет Синклер  |
| Серхио Перис Менчета | Анхел Ортиз    |
| Кејси Барнфилд       | Кристал Вотерс |
| Норман Енг           | Ким Јонг       |
| Спенсер Лок          | Кеј-Март       |
| Мика Накашима        | Јапанка        |
| Бола Олубовале       | див            |
| Сијена Гилори        | Џил Валентајн  |